# Maracanaú
Maracanaú – miasto w Brazylii, w stanie Ceará, położone na północy kraju ok. 20 km od Atlantyku. Miejscowość wchodzi w skład obszaru metropolitalnego Fortaleza.
W mieście rozwinął się przemysł spożywczy, włókienniczy, odzieżowy oraz chemiczny.